# دان برد
دان برد (انگلیسی: Don Bird; ۵ ژانویهٔ ۱۹۰۸ – ۱۹۸۷ (۷۸−۷۹ سال)) بازیکن فوتبال اهل بریتانیا بود.
از باشگاه‌هایی که در آن بازی کرده‌است می‌توان به باشگاه فوتبال دربی کانتی، باشگاه فوتبال تورکی یونایتد، باشگاه فوتبال بری، باشگاه فوتبال ساوتند یونایتد، باشگاه فوتبال شفیلد یونایتد، و باشگاه فوتبال کاردیف سیتی اشاره کرد.